# Leptoteleia stani
Leptoteleia stani är en stekelart som beskrevs av Lubomir Masner 1978. Leptoteleia stani ingår i släktet Leptoteleia och familjen Scelionidae. Inga underarter finns listade i Catalogue of Life.